# Kalanakatte, Bhadravati
Kalanakatte là một làng thuộc tehsil Bhadravati, huyện Shimoga, bang Karnataka, Ấn Độ.